# Denise Burton
Denise Burton (Leeds, 24 de enero de 1956) es una deportista británica que compitió en ciclismo en la modalidad de pista. Ganó una medalla de bronce en el Campeonato Mundial de Ciclismo en Pista de 1975, en la prueba de persecución individual.

## Medallero internacional
| Campeonato Mundial | Campeonato Mundial | Campeonato Mundial | Campeonato Mundial     |
| Año                | Lugar              | Medalla            | Competición            |
| ------------------ | ------------------ | ------------------ | ---------------------- |
| 1975               | Rocourt ( Bélgica) | Medalla de bronce  | Persecución individual |